# Мартынов, Андрей Леонидович
Андре́й Леони́дович Марты́нов (род. 24 октября 1945, Иваново) — советский и российский актёр театра и кино и мастер дубляжа. Народный артист Российской Федерации (1994). Лауреат Государственной премии СССР (1975), Государственной премии РСФСР им. братьев Васильевых (1982) и премии Ленинского комсомола (1974).

## Биография
Родился в Иваново 24 октября 1945 года в семье учителей. У него было два старших брата — Рудольф (р. 1939) и Юрий (р.
1941). Их отец, Леонид Николаевич Мартынов, был инвалидом по зрению первой группы и занимался в драматическом кружке при обществе слепых. Это и побудило Андрея стать артистом.
Актёрские способности шестнадцатилетнего Андрея были оценены гастролирующими актёрами МХАТа. Однако в Москве Андрей потерпел неудачу на экзаменах в Школе-студии при этом театре. Экзамены в Щукинском училище Андрей всё же прошёл успешно, но не смог поступить туда, поскольку ему тогда ещё не было 17 лет. При возвращении в родной город Андрей стал подрабатывать каменщиком.
В 1963 году Андрей Мартынов поступил в ГИТИС, но уже на втором курсе он стал служить в московских, а вскоре и среднеазиатских войсках ПВО в течение трёх лет. После демобилизации Мартынов продолжил обучение в театральном институте. В 1970 году после окончания ГИТИСа стал работать актёром Московского ТЮЗа.
С 1972 года Мартынов начал сниматься в кино. Первая же роль старшины Федота Васкова в фильме С. И. Ростоцкого «А зори здесь тихие» принесла ему всенародную известность. Не менее известной была и роль Кирьяна Инютина в многосерийном фильме «Вечный зов».
Далее Мартынов становится актёром Московского драматического театра на Малой Бронной. В 1976 году вступает в КПСС. С 1981 года являлся актёром киностудии имени М. Горького.
С начала 1980-х годов по 2004 год Андрей Мартынов также занимался дубляжем иностранных фильмов и телесериалов, что в 1990-е годы из-за сложной ситуации с отечественным кинематографом и ухудшения здоровья актёра являлось его основной профессией. Одна из наиболее крупных ролей в дублировании — Оскар Шиндлер в исполнении Лиама Нисона в фильме 1993 года «Список Шиндлера».
В настоящее время находится на пенсии, в кино не снимается. Супруга (до 2017 года) — гражданка Германии Франциска Тун (род. 1951), лингвист-славист и литературовед, с которой Мартынов познакомился на 22-м Берлинском кинофестивале в 1972 году. Имеет сына Александра (род. 1977) и троих внуков, которые живут в Германии.

## Фильмография
| Год  |     | Название                                   | Роль                                                  |
| ---- | --- | ------------------------------------------ | ----------------------------------------------------- |
| 1972 | ф   | А зори здесь тихие                         | старшина Федот Васков                                 |
| 1973 | тф  | Следствие ведут ЗнаТоКи. Несчастный случай | Олег Фёдорович Каталин                                |
| 1973 | с   | Вечный зов                                 | Кирьян Инютин, сын Демьяна Инютина                    |
| 1973 | кор | Топчанская республика                      | Имя персонажа не указано                              |
| 1976 | ф   | Город с утра до полуночи                   | отец мальчика                                         |
| 1977 | ф   | Белый Бим Чёрное ухо                       | старший лейтенант милиции Андрей Леонидович           |
| 1977 | тф  | Любовь Яровая                              | Роман Кошкин                                          |
| 1978 | ф   | Последний шанс                             | Мастер Ершов                                          |
| 1978 | тф  | Капитанская дочка                          | урядник Максимыч                                      |
| 1978 | ф   | Исчезновение                               | Степан Коренец, гончар                                |
| 1981 | ф   | Крепыш                                     | Егор                                                  |
| 1981 | ф   | Гори, гори ясно                            | Парфён Локтионов                                      |
| 1981 | ф   | Через Гоби и Хинган                        | Теренков                                              |
| 1981 | ф   | Факты минувшего дня                        | Кряквин                                               |
| 1981 | мтф | Синдикат-2                                 | Андрей Павлович Фёдоров                               |
| 1982 | ф   | Василий Буслаев                            | Окулов                                                |
| 1982 | ф   | Владивосток, год 1918                      | Никифоров                                             |
| 1982 | ф   | Мы жили по соседству                       | Николай, папа Сергея                                  |
| 1982 | тф  | Безумный день инженера Баркасова           | Слоняев, поэт                                         |
| 1983 | ф   | Здесь твой фронт                           | директор завода                                       |
| 1984 | ф   | Через все годы                             | Василий Дёмин                                         |
| 1984 | тф  | Сильная личность из 2 «А»                  | папа Димы Кругликова                                  |
| 1984 | ф   | Без права на провал                        | Николай Васильевич Лозовой, лейтенант, бывший учитель |
| 1985 | ф   | Битва за Москву                            | командир москвичей-ополченцев                         |
| 1985 | ф   | Внимание! Всем постам…                     | Павел Егорович Тихоня, старшина                       |
| 1985 | ф   | Секунда на подвиг                          | Яков Новиченко                                        |
| 1988 | ф   | Гулящие люди                               | боярин Зюзин                                          |
| 1990 | мтф | Николай Вавилов                            | Сергей Вавилов                                        |
| 1991 | мтф | Непредвиденные визиты                      | Якушин                                                |
| 1991 | ф   | Царь Иван Грозный                          | Малюта Скуратов                                       |
| 1992 | ф   | Удачи вам, господа!                        | начальник колонны                                     |
| 1997 | ф   | Волшебный портрет                          | Тит                                                   |
| 1997 | ф   | Царевич Алексей                            | Афанасьич                                             |
| 1998 | ф   | Му-му                                      | Гаврила Андреевич                                     |
| 2002 | мтф | Ледниковый период                          | Кичигин                                               |
| 2003 | с   | На углу, у Патриарших-3                    | генерал-лейтенант Попов                               |
| 2003 | ф   | Не привыкайте к чудесам                    | эпизод                                                |
| 2003 | ф   | Чёрная метка                               | член Политбюро ЦК КПСС А. Яковлев                     |
| 2004 | с   | Богатство                                  | Павел Сергеевич Блинов                                |
| 2010 | с   | Сонька. Продолжение легенды                | Никанор, слуга князя Брянского                        |

## Дубляж и закадровое озвучивание

### Фильмы

#### Филипп Нуаре
- 1987 — «Очки в золотой оправе» — доктор Фадигати[6] (дубляж киностудии им. Горького, 1990 г.)
- 1988 — «Кинотеатр „Парадизо“» — Альфредо[6] (дубляж киностудии им. Горького, 1991 г.)
- 1990 — «Кто кого?» — Рене Буарон[6] (дубляж киностудии им. Горького, 1991 г.)

#### Другие фильмы
- 1971 — «Босоногий директор[англ.]»[7] — Крэмптон (Гарри Морган) (дубляж[чей?] по заказу ВГТРК[когда?])
- 1972 — «Крёстный отец»[8] — Дон Вито Корлеоне (Марлон Брандо) (закадровый перевод «AB-Video» по заказу ОРТ, 2001 г.)
- 1982 — «Кондор» — Капитан Ковач (Ласло Сабо)[9] (дубляж киностудии им. Горького, 1988 г.)
- 1982 — «Самрат»[7] — Ранвир, босс (Амджад Хан) (дубляж киностудии им. Горького, 1984 г.)
- 1982 — «Ганди»[8][кто?] (дубляж киностудии «Мосфильм», 1987 г.)
- 1984 — «Цепочка»[7][кто?] (дубляж киностудии им. Горького, 1986 г.)
- 1985 — «Деревенька моя центральная»[8][кто?] (дубляж киностудии им. Горького, 1989 г.)
- 1987 — «Одиночка»[8] — комиссар Пеззоли (Мишель Бон) (дубляж киностудии им. Горького, 1988 г.)
- 1987 — «Засада»[7] — капитан Эл Джайлз (Эрл Биллингс) (дубляж творческой группы «Союза работников дубляжа» по заказу ВГТРК, 1995 г.)
- 1987 — «Доброе утро, Вьетнам»[6] — старшина Дикерсон (Дж. Т. Уолш) (дубляж фирмы «СВ-Дубль» по заказу ВГТРК, 1995 г.)
- 1988 — «Стрелай на поражение»[7] — Сэм Бейкер (Уолтер Марш) (дубляж[чей?] по заказу ВГТРК[когда?])
- 1989 — «Прощай, Рио»[7] — директор Станчо Коев (Никола Рударов) (дубляж киностудии им. Горького, 1990 г.)
- 1991 — «Оскар»[7] — Кирквуд (Кен Говард) (дубляж фирмы «СВ-Дубль» по заказу ВГТРК, 1996 г.)
- 1993 — «Список Шиндлера» — Оскар Шиндлер (Лиам Нисон)[4] (дубляж творческого содружества «Ист-Вест», 1994 г.)
- 1994 — «Правдивая ложь»[7] —  Салим Абу Азиз (Арт Малик) (дубляж творческого содружества «Ист-Вест», 1994 г.)
- 1994 — «Легенды осени» — полковник Уильям Ладлоу (Энтони Хопкинс)[9] (дубляж творческого коллектива «Фильмлайнс Интернешнл» по заказу компании «Видеосервис», 1999 г.)
- 1997 — «Люди в чёрном»[7] — перевод надписей на русский язык (дубляж творческого содружества «Ист-Вест», 1997 г.)
- 1998 — «Большой Лебовски»[10] — Уолтер Собчак (Джон Гудмен); Джеффри Лебовски (Дэвид Хаддлстон) (дубляж объединения «Мосфильм-Мастер» по заказу компании «Каравелла DDC», 1998 г.)
- 1999 — «Сонная Лощина»[6] — магистрат Филипс (Ричард Гриффитс) (дубляж творческого содружества «Ист-Вест», 2000 г.)
- 1999 — «Лэйк Плэсид: Озеро страха»[6] — шериф Хэнк Кео (Брендан Глисон) (дубляж объединения «Мосфильм-Мастер» по заказу компании «Парадиз», 2000 г.)
- 2000 — «Танцующая в темноте» — Билл Хьюстон (Дэвид Морс)[9] (дубляж[чей?] по заказу кинокомпании «Интерсинема-Арт», 2000 г.)
- 2000 — «Очень страшное кино»[6] — папа Синди (Рик Дукомман) (дубляж объединения «Мосфильм-Мастер» по заказу компании «West», 2000 г.)
- 2001 — «Кейт и Лео»[7] — Фил (Мэттью Суссман) (дубляж объединения «Мосфильм-Мастер» по заказу компании «West», 2002 г.)
- 2002 — «Идентификация Борна»[6] — Уорд Эббот (Брайан Кокс) (дубляж студии «Пифагор» по заказу компании «Ист-Вест», 2002 г.)
- 2002 — «Остин Пауэрс: Голдмембер»[6] — Жирный ублюдок (Майк Майерс) (дубляж объединения «Мосфильм-Мастер» по заказу компании «Каро-Премьер», 2002 г.)
- 2002 — «Дети шпионов 2: Остров несбывшихся надежд»[6] — Александр Миньон; главный секретный агент (Тони Шалуб) (дубляж объединения «Мосфильм-Мастер» по заказу компании «West», 2002 г.)
- 2002 — «Поймай меня, если сможешь»[6] — Пол Морган (Стив Истин) (дубляж студии «Пифагор» по заказу компании «Ист-Вест», 2002 г.)
- 2002 — «Банды Нью-Йорка»[7] — Джон Ф. Шермерхорн (Дэвид Хеммингс) (дубляж объединения «Мосфильм-Мастер» по заказу компании «Парадиз», 2003 г.)
- 2004 — «Эффект бабочки»[6] — профессор Картер (Джон Б. Лоу) (дубляж объединения «Мосфильм-Мастер» по заказу компании «Гельварс», 2004 г.)
- 2004 — «Двенадцать друзей Оушена»[6] — Мацуи (Робби Колтрейн) (дубляж объединения «Мосфильм-Мастер» по заказу компании «Каро-Премьер», 2004 г.)

### Телесериалы
- 1987—1988 — «Дикая Роза»[3] — Федерико Роблес (Клаудио Баэс), Нестор Пароди (Альберто Инсуа) (дубляж киностудии «Фильм-Экспорт» по заказу студии «Протеле» (Нью-Йорк), «Пиринфильм» (Париж) и студии кинопрограмм РГТРК «Останкино», 1994 г.)
- 1995—1999 — «Удивительные странствия Геракла»[6] — мужские персонажи, читает название сериала (закадровый перевод СТС, 1999 г.)

### Мультсериалы
- 1996—1998 — «Все псы попадают в рай»[7] — Чарли Баркин (дубляж компании «Селена Интернешнл» по заказу ОРТ[когда?])

## Награды и премии
- Юбилейная медаль «Двадцать лет Победы в Великой Отечественной войне 1941—1945 гг.» (1965)
- Премия Ленинского комсомола (1974) — за роль старшины Васкова в фильме «А зори здесь тихие…» (1972)
- Государственная премия СССР (1975) — за роль старшины Васкова в фильме «А зори здесь тихие…» (1972)
- Государственная премия РСФСР имени братьев Васильевых (1982) — за исполнение роли Кряквина в фильме «Факты минувшего дня» (1981)
- Лауреат премии КГБ СССР за исполнение роли Фёдорова в фильме «Синдикат-2»
- Заслуженный артист РСФСР (1980)
- Народный артист Российской Федерации (1994)